# 小樽オルゴール堂

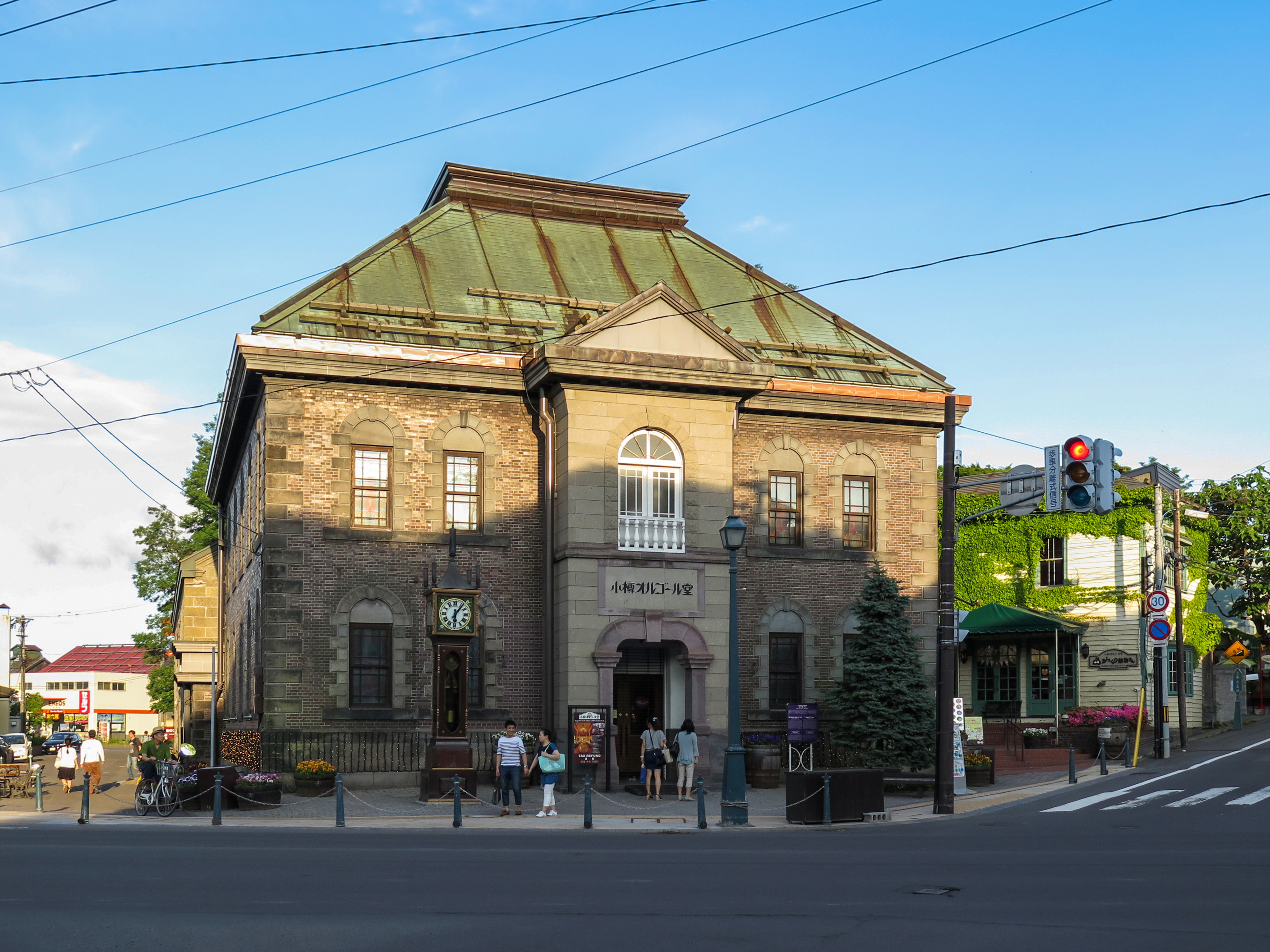
小樽オルゴール堂 本館

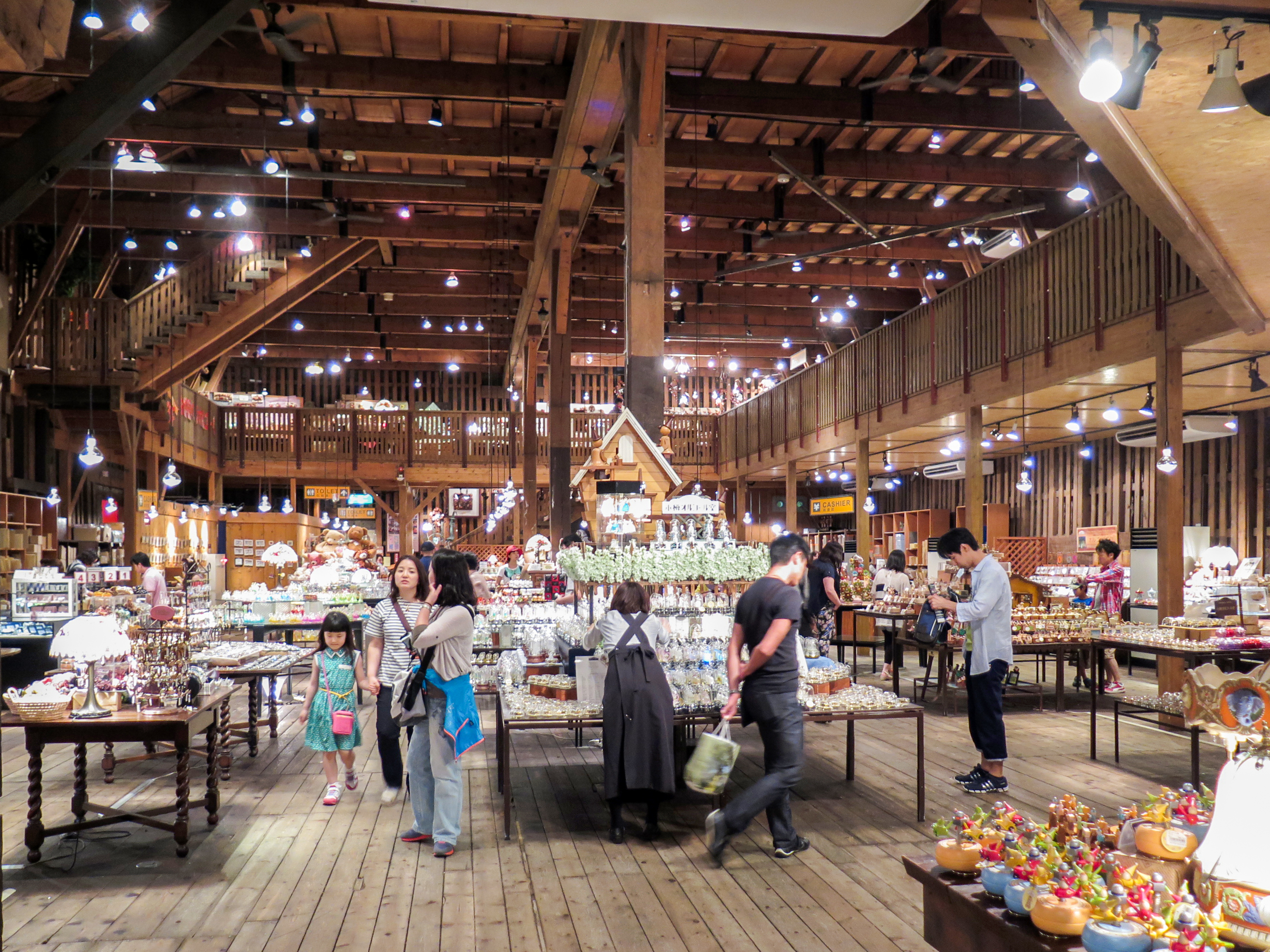
主樓商店

小樽オルゴール堂は、北海道小樽市にあるオルゴールショップ・博物館である。

## 本館
1967年（昭和42年）に開業。25000点を誇る国内最大級のオルゴールショップである。3Fには「キャラクターハウス夢の音」がある。

## 2号館
アンティークミュージアム。2号館前に建てられている蒸気時計はボイラーで蒸気を発生させ、1時間ごとに時間を告げるほか、15分ごとに蒸気で5音階のメロディーを奏でる。また、展示されているパイプオルガンは9時～16時の毎正時に20分間演奏する。